# Triton (mc)
Triton var en motorcykelhybrid byggd av en Triumphmotor, oftast en Bonneville, och en Norton featherbedram. Tanken var att kombinera den pålitliga Triumphmotorn med väghållningen hos Nortonramen.